# 293 Brasilia
Brasilia (asteroide 293) é um asteroide da cintura principal com um diâmetro de 55,11 quilómetros, a 2,5601573 UA. Possui uma excentricidade de 0,1056209 e um período orbital de 1 768,92 dias (4,84 anos).
Brasilia tem uma velocidade orbital média de 17,60435934 km/s e uma inclinação de 15,59243º.
Este asteroide foi descoberto em 20 de maio de 1890 por Auguste Charlois.
O nome do asteroide foi uma homenagem ao imperador D. Pedro II do Brasil pelas suas contribuições como astrônomo amador. Era também membro da Sociedade Astronômica da França.